# Augustin Hacquard
Augustin Hacquard (* 15. Mai 1809 in Épinal; † 31. Mai 1884 in Verdun) war ein französischer römisch-katholischer Geistlicher und Bischof von Verdun.

## Leben
Zunächst Schüler am Kolleg in Épinal, wurde er 1822 von seinem Onkel, der Superior des Knabenseminars war, nach Versailles geholt. Die Priesterweihe empfing Augustin Hacquard am 1. Juni 1833. Danach lehrte er Philosophie und Rhetorik am Knabenseminar und wurde dessen Direktor. Im Jahr 1838 wurde er Pfarrer in Chesnay und 1841 Dekan in Poissy. Er wurde 1845 Generalvikar des Versailler Bischofs Jean-Nicaise Gros und übernahm 1847 die Pfarrstelle an Saint-Symphorien, von wo er nach zwanzigjährigem Wirken auf Vorschlag des Erzbischofs Georges Darboy zum Bischof berufen wurde.
Am 19. Januar 1867 wurde Augustin Hacquard per kaiserlichem Dekret vom 12. Januar zum Bischof von Verdun ernannt, die Präkonisation im päpstlichen Konsistorium erfolgte am 27. März 1867. Die Bischofsweihe spendete ihm am 1. Mai desselben Jahres in der Pariser Kirche Ste Madeleine der Erzbischof von Besançon Jacques-Marie-Adrien-Césaire Kardinal Mathieu; Mitkonsekratoren waren Jean-Pierre Mabile, Bischof von Versailles, und Charles-Théodore Colet, Bischof von Luçon. Am 5. Mai 1867 ließ er sein Bistum durch einen Stellvertreter in Besitz nehmen und hielt am 15. Mai selbst seinen feierlichen Einzug in Verdun. Im Juni desselben Jahres reiste er zur 1800-Jahr-Feier der hl. Petrus und Paulus nach Rom, wo er zum päpstlichen Thronassistenten ernannt wurde.
Als Bischof vertrat Augustin Hacquard eine gemäßigt liberale Haltung. Er gehörte während des Ersten Vatikanischen Konzils der Minderheit von Bischöfen an, die als inopportunistes die Dogmatisierung der päpstlichen Unfehlbarkeit ablehnten. Im Deutsch-Französischen Krieg zeigte er während der Belagerung und Beschießung der Stadt Verdun 1870 große Hingabe und wandelte die kirchlichen Seminare und das Bischofspalais in Lazarette um.
Bischof Hacquard darf nicht verwechselt werden mit dem gleichnamigen, aber jüngeren, Missionsbischof Augustin Hacquard (1860–1901), Apostolischer Vikar der Sahara.

## Ehrungen und Auszeichnungen
- 1869: Ritter der Ehrenlegion[4]
- 23. August 1871: Offizier der Ehrenlegion[4]